# 岩原豊子
岩原 豊子（いわはら とよこ、現姓：和田、1945年5月11日 - ）は、日本の元バレーボール選手、指導者。1968年メキシコオリンピック、1972年ミュンヘンオリンピックバレーボール女子銀メダリスト。

## 来歴
疎開先の母の実家（茨城県）で生まれ、東京都台東区育ち。バレーボール強豪校の中村高校に進学し、全日本総合選手権ベスト4などに貢献した。
1964年に実業団のヤシカに入部し、セッターに転向する。1967年に全日本メンバーに選出され、同年の世界選手権優勝、1968年のメキシコオリンピック準優勝などに貢献した。
国内では、1967年度の第1回日本リーグでベスト6およびレシーブ賞を獲得し、チーム準優勝に大きく貢献した。現役引退後もコーチとして後身の指導に当たり、1978年5月のヤシカ廃部までチームのために尽力した。
現在は、バレーボールアカデミー（貝塚ドリームス）のスタッフとして尽力している。

## 球歴
- 全日本代表としての主な国際大会出場歴
  - オリンピック - 1968年、1972年
  - 世界選手権 - 1967年、1970年

## 受賞歴
- 1967年 - 第1回日本リーグ レシーブ賞、ベスト6
- 1968年 - 第2回日本リーグ ベスト6
- 1969年 - 第3回日本リーグ ベスト6
- 1972年 - 第6回日本リーグ 敢闘賞、レシーブ賞、ベスト6

## 所属チーム
- 台東区立御徒町中学校
- 中村高校
- ヤシカ（1964-1973年）